# Морал и брак у Индији
Морал и брак у Индији су биле „дарме”, животна правила за сваког човека одређеног његовом кастом. Бити Хиндус није толико значило прихватање вере, колико заузимање места у кастинском систему и прихватање „дарме”, или дужности које су биле везане за то место древном традицијом и правилима. Свако место имало је своје обавезе, своја ограничења и своја права; са њима и унутар њих побожни Хиндус би водио свој живот, проналазећи у њему одређено задовољство у рутини, не размишљајући никада да пређе у другу касту. Ово схватање морала је толико старо, да је чак и данас свим Хиндусима тешко, а већини и немогуће, да мисле о себи другачије сем као о припадницима одређених касти, које воде и обавезују њихова правила. Уз своју „дарму”, свака хиндуска каста признаје општу „дарму” или дужност која обавезује све касте, а углавном подразумева поштовање брамана и обожавање крава.

## Брак и дужности
Следећа дужност је рађање деце. „Једино онда је човек савршен”, каже Кодекс Ману. Не само што су деца била економско обезбеђење за своје родитеље, јер је било природно да их издржавају у старости, већ су настављала праксу домаћинства да обожава своје претке, и да им повремено приносе храну без које би ови духови изгладнели. Зато у Индији није било контроле рађања, а абортус се сматрао злочином равним убиству брамана. Дешавала су се убиства деце, али је то био изузеак; отац је био срећан да има децу и поносан да их има много. Нежност старих према младима је један од најлепших видова хиндуске цивилизације. Дете једва да се и родило, а родитељи би почели да размишљају о његовом браку.
Брак је, у хиндуском систему, био обавезан; неожењен човек био је отпадник, без друштвеног положаја или важности, а продужено девичанство било је срамота. Нити се брак препуштао хиру индивидуалног избора или романтичној љубави; он је био од животног значаја за друштво и расу, и није се могао са сигурношћу поверити кратковидој страсти или случајним околностима; обавеза родитеља је била да га уговоре пре него што би сексуална грозница имала времена да убрза склапање заједнице осуђене, према хиндуском веровању, на разочарење и горчину. Ману је брак називао склапањем заједнице према обостраној жељи и жигосао их као рођене из жеље; биле су дозвољене, али тешко да су биле вредне поштовања. Рано сазревање код Хиндуса, где девојчица од дванаест година изгледа као четрнаестгодишња или петнаестгодишња девојчица у Америци, стварало је тежак морални и друштвени проблем. Да ли да се брак уговори тако да се поклопи са сексуалним сазревањем или да се одложи, као у Америци, док мушкарац не стекне економску зрелост? Прво решење очигледно слаби снагу нације, прекомерно убрзавајући раст становништва и жртвујући жену готово у целости репродукцији; друго решење не решава проблем неприродног одлагања, сексуалне фрустрације, проституције и венеричних болести. Хиндус је бирао дечји брак као мање зло и покушао да ублажи његове опасности увођењем, између брака и његовог конзумирања, периода у коме је невеста до пубертета остајала са својим родитељима. Обичај је био стар и стога свет; он је имао корен у жељи да се спречи брак између касти због пролазне сексуалне привлачности; а касније га је охрабривала чињеница да је, иначе немилосрдним муслиманским завојевачима, вера пречила да удате жене одводе у ропство; коначно је добио строги облик због одлучности родитеља да заштите девојчицу од еротских нагона мушкарца.
Дечји бракови су представљали баријеру за предбрачне односе, а строге верске одредбе коришћене за усађивање женске верности учиниле су прељубу далеко тежом и ређом него у Европи или Америци.

### Односи између мужа и жене
Законом је одређено да кроз цео живот жена мора бити под туторством, најпре свог оца, потом свог мужа, и напослетку свог сина. Напољу је ишла иза њега, а он јој се ретко обраћао. Од ње се очекивало да покаже своју оданост брзом услугом, припремом оброка, једући након што би они завршили храну преосталу после мужа и синова, и пригрливши мужевљеве ноге у кревету. По Кодексу Ману, жена мора да служи мужа као господара и да му никада не задаје муке. Жене у Индији су добијале образовање само ако су имале висок положај или биле проститутке у храму.
Умеће читања сматрало се за жену нечим неприкладним: њена власт над мушкарцем тиме није добијала ништа, а њена привлачност би се тиме смањила. По Кодексу Ману, три особе нису биле погодне да поседују имовину: жена, син и роб; штогод би зарадили постајало је власништво њиховог господара. Жена је, међутим, могла да сматра својом имовином мираз и дарове које је примила на венчању; а мајка принца могла је да влада у његово име за његове малолетности. Муж је могао да се разведе од жене због порочности; жена није могла да се разведе од мужа ни по ком основу. Жена која би пила, или се разболела, или се бунила, или била расипна, или свадљива, могла се у свако време заменити (иако не и од ње развести). Делови Кодекса заговарају просвећену благост према жени. Иако жена није могла да влада као жена, могла је да влада као мајка; највећа брига и поштовање указивало се мајци са много деце.
Обичај да се удовица спали заједно са мртвим мужем такође је увезен у Индију. Херодот описује да су га практиковали стари Скити и Трачани; ако му се може веровати, жене Трачана су се бориле за привилегију да их закољу на мужевљевом гробу. Вероватно да се овај ритуал развио из готово свеприсутног примитивног обичаја жртвовања једне или више жена или конкубина принца или имућног мушкарца, заједно са његовим робовима и другом имовином, како би се о њему бринули у загробном животу. Жртва се приносила спаљивањем жене у јами или, међу Телугусима на југу, спаљивањем живе жене. Страбоа говори да је сати био распрострањен у Индији у време Александра и да је пенџабско племе Катхеј увело сати као закон да би се спречило да жене трују своје мужеве. Ману ову праксу не помиње. Брамани су му се најпре противили, потом су га прихватили и коначно му дали верски благослов тумачећи га као симбол вечности брака: када се једном жена уда за мушкарца она заувек остаје његова и придружује му се у каснијим животима.

## Свадбене церемоније
Свадбе у Индији варирају у зависности од региона, религије, заједнице и личних склоности младенка и младожење. У Индији су то свечане прилике, а у већини случајева славе се широким украсима, бојама, музиком, плесом, костимима и обредима који зависе од заједнице, региона и религије младенке и младожење, као и од њихових склоности.Индија слави око 10 милиона венчања годишње, од чега је око 80% хиндуистичких венчања. Иако у хиндуизму постоји много ритуала, „vivaah” (венчање) је најопсежнији лични ритуал који Хинду одрасла особа предузима у свом животу.